# 森山みなみ
森山 みなみ（もりやま みなみ、1998年7月1日 - ）は、テレビ朝日のアナウンサー。

## 経歴
熊本県熊本市出身。熊本学園大学付属高等学校卒業、法政大学キャリアデザイン学部キャリアデザイン学科卒業。
2015年には「ミスセブンティーン2015」でファイナリストに選出された。
高校卒業後、法政大学キャリアデザイン学部キャリアデザイン学科卒業。在学時代より、セント・フォースの学生部門であるスプラウトに所属。
2021年4月1日、テレビ朝日にアナウンサーとして入社し、直ちに『グッド!モーニング』に起用された。同期入社のアナウンサーは、田原萌々、駒見直音、佐々木快。

## 人物
- 趣味は旅行、ひとり旅、サッカーなどスポーツ観戦。特技は歌[1]。
- 小学生から劇団ひまわり熊本エクステンションスタジオで7年間所属。舞台への出演経験もある[7]。
- 高校時代は男子サッカー部のマネージャーを3年間務めていた[8][9][10]。
- サッカー観戦が趣味であることを公言しており、実際に柏レイソルや川崎フロンターレや浦和レッズなどの試合を現地スタジアムで観戦してる様子を自身のSNSなどにあげている[11][12]。
- 2022年には「エル・クラシコ」と呼ばれるレアル・マドリードとFCバルセロナの伝統的な一戦をスペインまで観戦しに訪れている[13]。

## 出演番組

### テレビ朝日入社前
- gee up sprout（2018年 - 2019年、FM salus / FMしながわ イッツコムチャンネル10 不定期出演） - 週替わりパーソナリティー
- 知られざるガリバー〜エクセレントカンパニーファイル〜（2019年 - 2021年、テレビ東京） - ファイリングリポーター
- サタオル（2019年、イッツコムチャンネル10） - 学生リポーター

### テレビ朝日入社後
報道・情報ワイドショー番組
| 期間      | 期間      | 番組名                   | 役職                                                                                 |
| --------- | --------- | ------------------------ | ------------------------------------------------------------------------------------ |
| 2021年4月 | 2022年3月 | グッド!モーニング        | 月・火曜日ニュースリポート兼木・金曜日スタジオでのニュース担当 ※同局入社初日から出演 |
| 2022年4月 | 2024年3月 | 羽鳥慎一モーニングショー | アシスタント                                                                         |
| 2024年4月 | 現在      | スーパーJチャンネル      | 平日メインキャスター                                                                 |

バラエティ番組
- 作画プレゼン！刺さルール（2021年10月6日 - 2022年3月23日）
- バラバラ大作戦「ぺこぱポジティブNEWS」（2021年10月7日 - 2022年3月24日）
- お笑い実力刃（2021年9月 - 2022年3月）※ツッコメCLUBのみ出演

## その他
- 一日警察署長 麻布警察署（2021年12月26日）[16][17][18]